# Brad Miller (Basketballspieler)
Bradley Alan Miller (* 12. April 1976 in Fort Wayne, Indiana) ist ein ehemaliger US-amerikanischer Basketballspieler, der in der NBA spielte. Er wurde zweimal für das NBA All-Star Game ausgewählt.

## College-Karriere
Von 1994 bis 1998 besuchte Miller die Purdue-Universität in West-Lafayette, Indiana.

## NBA
Auf Grund des Lockouts 1998 begann Miller seine Profikarriere, nachdem er in der Draft der am höchsten dotierten US-Profiliga National Basketball Association nicht ausgewählt worden war, beim italienischen Verein Bini Viaggi Livorno, für den er drei Monate spielte. Zuvor wurde er in den Kader der US-Nationalmannschaft für die Basketball-Weltmeisterschaft 1998 berufen, mit denen er die Bronzemedaille gewinnen konnte. Nach Ende des Lockouts verpflichteten ihn die Charlotte Hornets als Free Agent. Nach zwei Jahren bei den Hornets wechselte Miller wiederum als Free Agent zu den Chicago Bulls. Im Januar 2002 wurde Miller in eine Prügelei mit Shaquille O’Neal verwickelt.
Im Februar 2002 wurde Miller gemeinsam mit Ron Mercer, Ron Artest und Kevin Ollie im Tausch für Jalen Rose, Travis Best, Norman Richardson und einen Zweitrunden-Draftpick zu den Indiana Pacers getradet. In seiner ersten kompletten Saison bei den Pacers wurde er 2003 zum ersten Mal ins All-Star-Team berufen.
Während der Offseason 2003 wechselte Miller zu den Sacramento Kings und wurde in seiner ersten Saison ein weiteres Mal für das NBA All-Star-Game berufen. Er hatte 2003–04 seine erste und einzige double-double Saison mit 14,1 Punkte und 10,3 Rebounds pro Spiel. Mit den Kings erreichte er zwischen 2004 und 2006 die Play-offs.
Am 18. Februar 2009 wechselten Miller und John Salmons im Tausch mit Drew Gooden, Andrés Nocioni und Cedric Simmons zu den Chicago Bulls.
Bei den Houston Rockets verbrachte er die Saison 2010/2011, anschließend wurde er im Juni 2011 im Rahmen eines Trades zu den Minnesota Timberwolves transferiert. Nach der Saison 2011/2012 wurde Miller im Austausch für einen Zweitrundendraftpick zu den New Orleans Hornets transferiert. Sein Vertrag galt in der NBA als Tradeware, da er kurz davor stand seine Karriere zu beenden. Für die Hornets lief er jedoch nicht mehr auf und beendete 2012 seine Karriere.

## Auszeichnungen und Erfolge
- 2× NBA All-Star 2003, 2004
- 2× WM-Dritter 1998, 2006